# 卢瓦桑
卢瓦桑（法語：Loisin，法語發音：[lwazɛ̃]）是法国上萨瓦省的一个市镇，属于托农莱班区。

## 地理
卢瓦桑（46°17'30"N, 6°18'37"E）面积7.86 平方千米，位于法国奥弗涅-罗讷-阿尔卑斯大区上萨瓦省，该省份为法国东部省份，历史上为薩伏依的一部分，北与瑞士接壤，西接安省，南至萨瓦省，东与瑞士和意大利接壤。
与卢瓦桑接壤的市镇（或旧市镇、城区）包括：巴莱松、邦斯昂沙布莱、杜韦讷、马希伊、韦日-丰斯内。

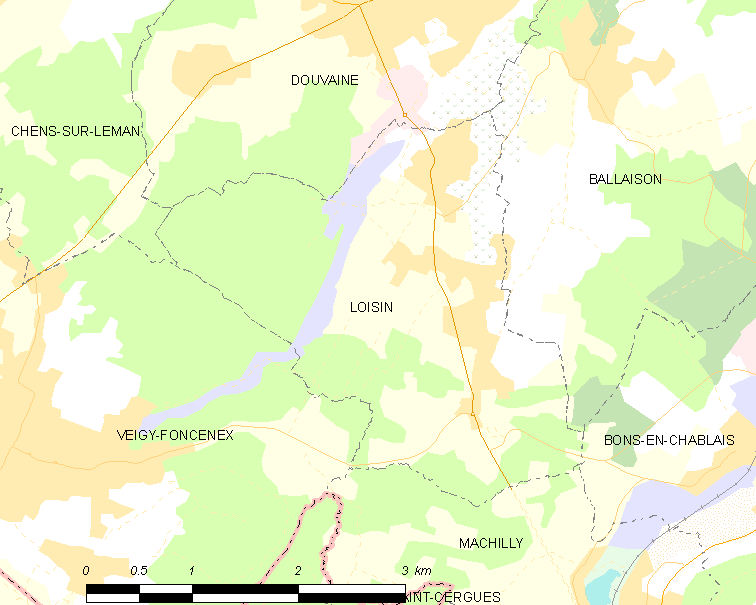
卢瓦桑的OSM定位图

卢瓦桑的时区为UTC+01:00、UTC+02:00（夏令时）。

## 行政
卢瓦桑的邮政编码为74140，INSEE市镇编码为74150。

## 政治
卢瓦桑所属的省级选区为锡耶县。

## 人口

1962-2008年间卢瓦桑人口变化图示

卢瓦桑于2022年1月1日时的人口数量为1728人。